# Günther Denzler
Günther Denzler (* 26. Februar 1948 in Bamberg) ist ein deutscher Kommunalpolitiker (CSU) und war Bezirkstagspräsident des Bezirks Oberfranken von 2003 bis 2018. Von 1996 bis 2014 war er Landrat des Landkreises Bamberg.

## Leben und Beruf
Günther Denzler wuchs in Stappenbach bei Burgebrach im Landkreis Bamberg auf. Nach dem Abitur am Theresianum 1968 studierte er Rechtswissenschaften an der Julius-Maximilians-Universität Würzburg und an der Universität Regensburg und absolvierte die beiden juristischen Examina mit Prädikat. Nach dem Studium der Politikwissenschaften an der Otto-Friedrich-Universität Bamberg wurde er zum Thema Der Einfluss alternativer Zeitungen auf die Kommunalpolitik aus der Sicht städtischer Pressestellen mit dem Prädikat „Magna cum laude“ promoviert.
Ab 1975 war Denzler als Jurist bei der Regierung von Oberfranken und von 1977 bis 1982 beim Landratsamt Bamberg beschäftigt. Von 1982 bis 1996 leitete er die Personalabteilung der Otto-Friedrich-Universität Bamberg und war für die Presse- und Öffentlichkeitsarbeit verantwortlich. 1988 wurde er zum Vizekanzler dieser Universität ernannt.
1996 und 2002 wurde Denzler mit jeweils großen Mehrheiten zum Landrat des Landkreises Bamberg gewählt. Die Wähler bestätigten ihn 2008 erneut als Landrat. Seit Oktober 2003 übte er auch das Amt des Bezirkstagspräsidenten von Oberfranken aus, in das er 2008 mit allen 17 Stimmen der Bezirksräte und 2013 mit 13 Stimmen wiedergewählt wurde. Aus der Vielzahl der weiteren Funktionen sind der Vorsitz des regionalen Planungsverbandes Oberfranken-West sowie der stellvertretende Ratsvorsitz der Metropolregion Nürnberg zu nennen.
2014 trat Johann Kalb (CSU) seine Nachfolge als Landrat des Landkreises Bamberg an.
Denzler war mit Christine Denzler-Labisch (gestorben 19. Februar 2009) verheiratet und hat zwei Töchter.

## Parteipolitische Funktionen
Seit 1976 ist Denzler Mitglied der CSU und hatte seitdem verschiedene parteipolitische Funktionen inne. Von 1979 bis 1985 war er JU-Kreisvorsitzender Bamberg-Land, 1981 bis 1996 CSU-Vorsitzender in Litzendorf, 1981 bis 1997 stellvertretender CSU Kreisvorsitzender sowie zuletzt von 1997 bis 2009 CSU-Kreisvorsitzender Bamberg-Land.

## Ehrenämter
Denzler hat mehrere ehrenamtliche Funktionen inne. Er ist Landesvorsitzender der Katholischen Männergemeinschaften in Bayern, Vorsitzender des Kulturforums Bamberg Land e. V. und Vizepräsident Prosport Oberfranken e. V. Denzler ist Mitglied im Kuratorium der Bayreuther Festspiele, Vorstandsmitglied im Universitätsbund der Otto-Friedrich-Universität Bamberg, Mitglied im Beirat des Bayerischen Landesvereins für Heimatpflege sowie im Stiftungsrat der Bamberger Symphoniker, der Richard-Wagner-Stiftung und der Oberfrankenstiftung.

## Ehrungen
- 2. Juni 2009: Verdienstkreuz am Bande der Bundesrepublik Deutschland
- 3. Juli 2013: Bayerischer Verdienstorden

## Blog
Seit Februar 2020 hält Denzler seine Gedanken zum Zeitgeschehen regelmäßig in einem persönlichen Blog fest. Wiederkehrende Themen sind unter anderem die AfD, deren Ausgrenzung er kritisiert, die Einmischung der christlichen Kirchen in Themen der Tagespolitik, der Islam und die Migrationspolitik.